# Zsófia Polgár
Zsófia Polgár (AFI: [ˈʒoːfiɒ ˈpolgaːr]), también conocida por la forma anglófona Sofía Polgar (Budapest, 2 de noviembre de 1974), es una ajedrecista, profesora y artista húngara e israelí. Posee los títulos de la FIDE de Maestra Internacional (MI) y Gran Maestra Femenina (GMF). Ex prodigio del ajedrez, es la hermana mediana de Zsuzsa y Judit, ambas grandes maestras internacionales. Ha jugado con Hungría en cuatro Olimpiadas de Ajedrez, ganando dos medallas de oro por equipos, una de plata por equipos, tres oros y un bronce individuales.

## Trayectoria
Polgar nació en Budapest en el seno de una familia judía. Ella y sus dos hermanas formaron parte de un experimento educativo llevado a cabo por su padre, el pedagogo László Polgár, en un intento de demostrar que los niños podían alcanzar logros excepcionales si se les formaba en materias especializadas desde una edad muy temprana (la tesis de László era que «los genios se hacen, no nacen»). Él y su esposa Klara educaron a sus tres hijas en casa, con el ajedrez como asignatura especializada, y también les enseñaron la lengua internacional esperanto.
Con 10 años derrotó al maestro internacional Dolfi Drimer y con 11, al gran maestro Lev Gutman.
En el Campeonato del Mundo sub-14 de 1986 quedó segunda tras Joël Lautier y fue declarada campeona mundial femenina sub-14.
En 1989, a la edad de 14 años, sorprendió al mundo del ajedrez con su actuación en el Torneo de Roma, que se conoció como el «Saqueo de Roma». En 1990, Judit queda tercera en el torneo de Delhi y se proclama campeona del mundo infantil. Pero es que al año siguiente, con sólo 15 años, se proclama campeona absoluta de Hungría y se convierte en la gran maestro más joven de todos los tiempos, superando a Bobby Fischer. Dos años después, derrota al legendario Boris Spassky. En 1994 gana el torneo de Madrid, quedando invicta, y con el mejor resultado obtenido nunca por una mujer. Ganó el torneo, en el que participaron varios grandes maestros, con una puntuación de 8½ sobre 9. Su puntuación según New in Chess fue de 2879, una de las mejores de la historia. Hasta 2006 éste ha sido el mejor resultado de una mujer en torneos para los dos sexos.
Polgar quedó segunda, por detrás de Helgi Grétarsson, en el Campeonato Mundial Juvenil de 1994, celebrado en Matinhos, Brasil.
Formó parte del equipo húngaro en cuatro Olimpiadas de ajedrez, ganando varias medallas por equipos e individuales.
- Olimpiada de Ajedrez 1988, (reserva) +3=3-1, oro por equipos
- 1990 Olimpiada de Ajedrez, (3er tablero) +11=1-1, oro por equipos, oro individual
- 1994 Olimpiada de Ajedrez, (2º tablero) +11=3-0, plata por equipos, oro individual, mejor clasificación
- Olimpiada de Ajedrez 1996, (1er tablero) +7=6-1, bronce individual

Durante un tiempo, Polgar fue la sexta jugadora más fuerte del mundo. Ha jugado muy poco ajedrez clasificado por la FIDE desde 2003, y (a partir de enero de 2020) ninguno desde 2010. En una ocasión venció a Viktor Korchnoi en una partida de ajedrez rápido.
Durante el verano de 1993, Bobby Fischer visitó a László Polgár y su familia en Hungría. Las hermanas Polgár (Judit, Susan y Sofia) jugaron muchas partidas de ajedrez aleatorio con Fischer. En una ocasión, Sofia ganó a Fischer tres partidas seguidas.

## Vida personal
El 7 de febrero de 1999, Polgar se casó con el Gran Maestro Internacional israelí de origen georgiano Yona Kosashvili y se trasladó a Israel. Tienen dos hijos, Alon y Yoav. Los padres de Polgar se unieron a ellos más tarde en Israel. Ella y su familia vivieron en Toronto (Ontario, Canadá) durante un tiempo para que su marido pudiera proseguir sus estudios y su especialidad médica. Posteriormente, en 2012 regresaron a Israel y se establecieron cerca de Tel Aviv.